# Sergiusz Abżółtowski

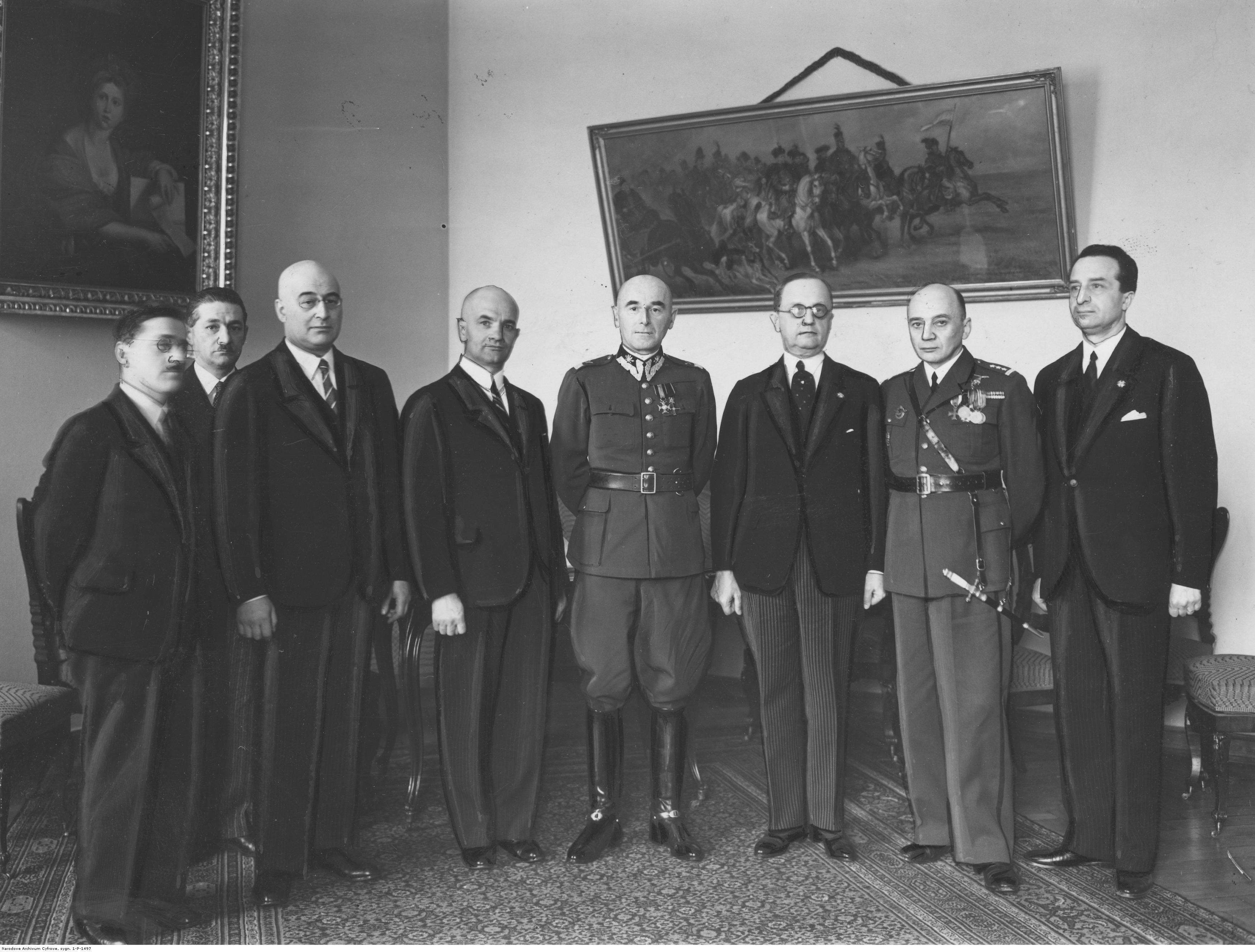
Delegacja Stowarzyszenia Weteranów byłej Armii Polskiej we Francji u marszałka Edwarda Rydza-Śmigłego – Sergiusz Abżółtowski 2. z prawej; kwiecień 1937

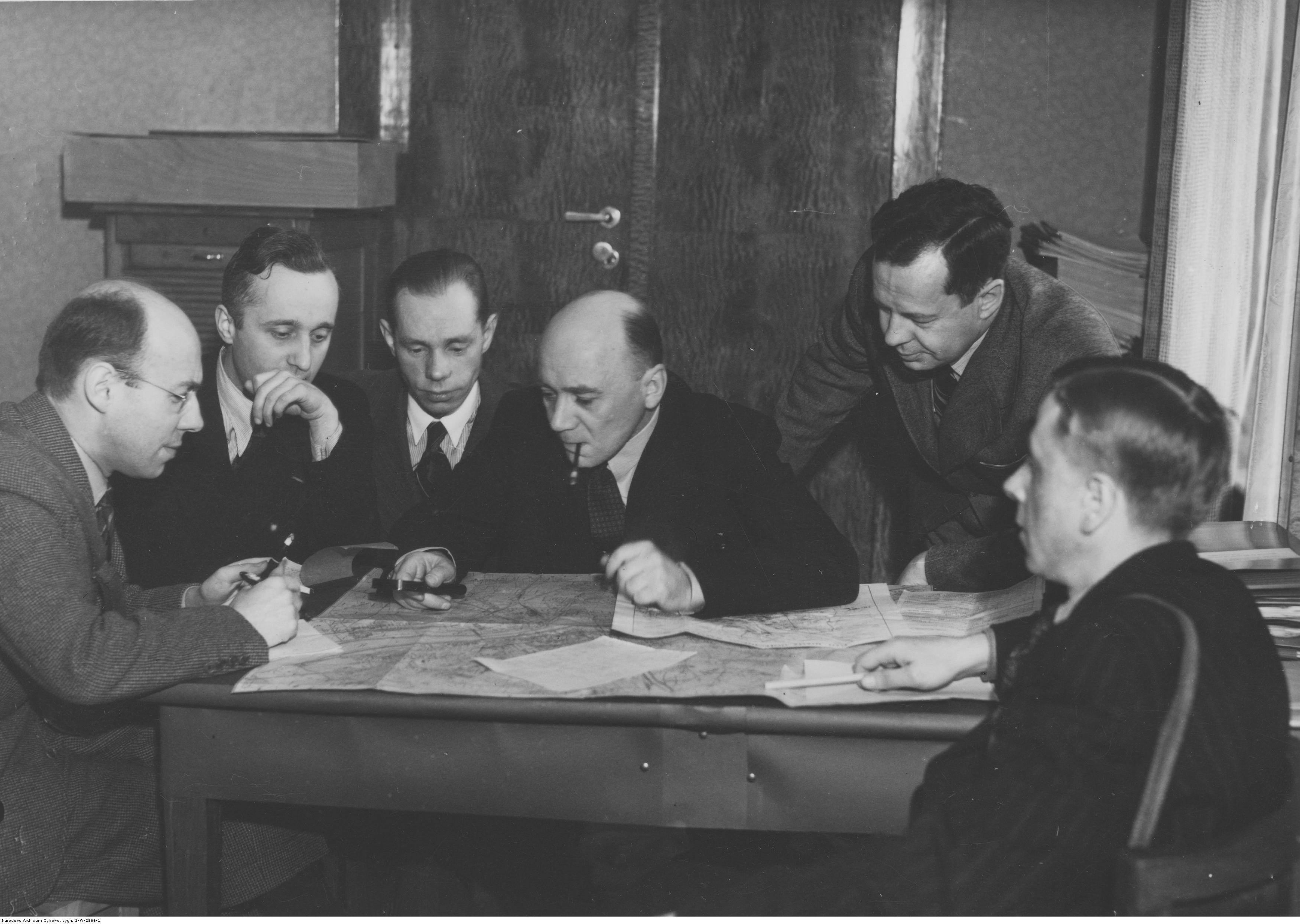
Pokaz obrony przeciwlotniczo-gazowej w Warszawie. Odprawa dziennikarzy przez szefa sztabu kwatery prasowej płk. Abżółtowskiego (w środku); marzec 1939

Sergiusz Abżółtowski (inaczej Abżołtowski, ur. 24 czerwca 1890 w Merwie, zm. we wrześniu 1939) – pułkownik dyplomowany pilot Wojska Polskiego.

## Życiorys
Syn Mikołaja Adolfa, Polaka – generała rosyjskiego (katolika) i Anny z Hopfenhausenów, Rosjanki (prawosławnej).
Ukończył Korpus kadetów w Sumach (Ukraina), Michajłowską Szkołę Artylerii w Petersburgu (1910). W tym samym roku przydzielono go do 2 pułku pskowskich dragonów. W październiku 1913 został mianowany dowódcą 2 baterii I dywizjonu konnej artylerii górskiej. W sierpniu 1914 został komendantem dywizjonowej szkoły podoficerskiej. 
Od 14 września 1914 służył na froncie. W grudniu 1915 przeniesiono go do 1 baterii 6 Brygady Artylerii Ciężkiej. Później trafił do lotnictwa, ukończył Kaczyńską Wojskową Wyższą Szkołę Lotniczą Pilotów. Służył w charakterze obserwatora w 2 oddziale lotniczym. . Pilot lotnictwa myśliwskiego, w stopniu kapitana wojsk inżynieryjnych dowodził 5 Myśliwskim Oddziałem Lotniczym. Służbę w rosyjskich siłach powietrznych zakończył w stopniu kapitana pilota i z nalotem 82 godzin.
W 1918 w Stanach Zjednoczonych Ameryki razem z kpt. Jerzym Kossowskim zgłosił się ochotniczo do Armii Polskiej we Francji jako szeregowy aby dostać się do Armii Hallera. Początkowo skierowany został do obozu w Sillé-le-Guillaume. W lipcu tego roku przeniesiony został do Szkoły Lotniczej w Dijon, a następnie do Szkoły Lotniczej w Longvie i Szkoły Wyższego Pilotażu w Pau.
Na początku 1919 objął kolejno funkcje pomocnika do spraw technicznych i dowódcy lotnictwa Armii Polskiej we Francji. Kiedy wybuchła wojna polsko-bolszewicka został mianowany szefem lotnictwa Frontu Południowo-Zachodniego i Środkowego. Później pełnił funkcję zastępcy Szefa Lotnictwa Polowego. 25 listopada 1920 został mu zatwierdzony stopień majora wojsk lotniczych z dniem 1 kwietnia 1920.
W latach 1921–1922 był słuchaczem I Kursu Doszkolenia Wyższej Szkoły Wojennej w Warszawie. W grudniu 1924 został przesunięty w Departamencie IV Żeglugi Powietrznej Ministerstwa Spraw Wojskowych ze stanowiska szefa Wydziału Ogólno–Organizacyjnego na stanowisko II inspektora. 1 grudnia 1924 Prezydent Rzeczypospolitej Polskiej Stanisław Wojciechowski na wniosek Ministra Spraw Wojskowych generała dywizji Władysława Sikorskiego awansował go na pułkownika ze starszeństwem z dniem 15 sierpnia 1924 i 2. lokatą w korpusie oficerów aeronautyki. Od maja 1925 dowodził 3 pułkiem lotniczym w Poznaniu-Ławicy. Z dniem 1 lutego 1929 został zwolniony z zajmowanego stanowiska, oddany do dyspozycji dowódcy Okręgu Korpusu Nr VII i skierowany na dwumiesięczny urlop, a z dniem 31 marca tego roku przeniesiony w stan spoczynku.
Po przewrocie majowym 1926 wciągnięty przez płk. Ludomiła Rayskiego, ówczesnego dowódcę lotnictwa, na tzw. „listę kondotierów” (oficerów starszych zasługami wojennymi i stażem w lotnictwie). Płk Rayski (następnie generał brygady) w związku z pochodzeniem ochrzcił go „Moskalem”, co, mimo zasług wojennych, spowodowało w ramach czystek w armii po przewrocie majowym, zwolnienie do rezerwy w wieku 39 lat. W 1930 r. został przewodniczącym komisji zajmującej się polepszeniem stanu wyszkolenia pilotów myśliwskich, a w larach 1936–1939 był wykładowcą w Wyższej Szkole Lotniczej.
Płk Abżółtowski był dużej klasy teoretykiem wojskowo-lotniczym. Bardzo płodnym pisarzem, twórcą piśmiennictwa lotniczego. W 1921 wydał Taktykę lotnictwa. Był redaktorem Regulaminów lotniczych, twórcą polskiej operacyjnej myśli lotniczej.
W 1939 zginął w niewyjaśnionych okolicznościach w trakcie przekraczania niemiecko-radzieckiej linii demarkacyjnej.

## Publikacje
Był encyklopedystą. Został wymieniony w gronie edytorów ośmiotomowej Encyklopedii wojskowej wydanej w latach 1931–1939 gdzie zredagował hasła związane z taktyką lotniczą oraz redaktorem naczelnym Małej encyklopedii lotniczej . Autor szeregu publikacji fachowych:
- Doktryna i organizacja lotnictwa (1932),
- O niebezpieczeństwie lotniczym i obronie przeciwlotniczej kraju (1934),
- O niebezpieczeństwie lotniczym (1937).

## Ordery i odznaczenia
- Krzyż Walecznych (dwukrotnie, 1921)[1][12][13]
- Złoty Krzyż Zasługi (29 kwietnia 1925)[14]
- Medal Niepodległości (4 listopada 1933)[15]
- Medal Pamiątkowy za Wojnę 1918–1921[1]
- Medal Dziesięciolecia Odzyskanej Niepodległości[1]
- Polowa Odznaka Pilota nr 3 (11 listopada 1928)[16]
- Złota Odznaka Honorowa Ligi Obrony Powietrznej i Przeciwgazowej I stopnia[17]
- Kawaler Orderu Legii Honorowej (Francja, 1921)[1][18]
- Medal Pamiątkowy Wielkiej Wojny (Francja)[1]
- Medal Zwycięstwa (Médaille Interalliée)[1]